# Sinocaligus formicoides
Sinocaligus formicoides is een eenoogkreeftjessoort uit de familie van de Caligidae. De wetenschappelijke naam van de soort is voor het eerst geldig gepubliceerd in 1949 door Redkar, Rangnekar & Murti.